# 蓝花参
蓝花参（学名：Wahlenbergia marginata）为桔梗科蓝花参属的植物。分布于亚洲以及中国大陆的长江流域以南等地，生长于海拔130米至2,800米的地区，一般生于山坡、沟边和云南，目前尚未由人工引种栽培。

## 别名
牛奶草、娃儿菜、拐棒参、毛鸡腿